# Économie du Tadjikistan
 (novembre 2021).
Si vous disposez d'ouvrages ou d'articles de référence ou si vous connaissez des sites web de qualité traitant du thème abordé ici, merci de compléter l'article en donnant les références utiles à sa vérifiabilité et en les liant à la section « Notes et références ».
 (novembre 2021).
L'économie du Tadjikistan dépend essentiellement de l'exportation de matières premières (minérales comme l'or et végétales comme le coton). Ses principaux partenaires commerciaux sont la Turquie (vers laquelle le Tadjikistan exporte de l'aluminium et du coton), l'Ouzbékistan (exportation de ciment et zinc) et la Suisse (exportation d'or). Le Tadjikistan était déjà le pays le plus pauvre de l'ancienne Union soviétique (URSS) et à la suite de la guerre civile de 1992-1997, il était même l'un des pays les plus pauvres au monde. Il a cependant connu une forte croissance après celle-ci, même si son économie est fragile et dépendante de ses exportations en aluminium et en coton qui ont perdu l'accessibilité du marché de l'ex-URSS.
Le Tadjikistan est aussi dans un cycle de privatisation, des petites unités de productions (totalement depuis 1999) et de celles plus importantes (toujours en cours). En 2006, le gouvernement a entrepris certaines renationalisations ; de plus de nombreux ex-sovkhozes et ex-kolkhozes sont toujours aux mains de l'État ou sous son influence.
Le Tadjikistan a des ressources en antimoine, en or et en argent. Son industrie d'aluminium dépend totalement des importations en alumine. Ceci est expliqué par son important potentiel hydroélectrique (notamment le barrage de Nourek), qui réduit le coût de l'électricité, dont la production de l'aluminium est une très grande consommatrice.

## Produit intérieur brut
En 2005, le PIB du Tadjikistan a augmenté de 6,7 %, pour atteindre environ 1,89 milliard de dollars US, et la croissance pour 2006 était d'environ 8 %, marquant la cinquième année consécutive de croissance annuelle supérieure à 6 %, la cinquième année consécutive de croissance annuelle supérieure à 6 %. Les prévisions officielles pour la croissance du PIB en 2007 sont de 7,5 %. En 2005, le PIB par habitant était de 258 USD, soit le plus faible des 15 pays de l'ancienne Union soviétique. En 2005, les services ont contribué au PIB à hauteur de 48 %, l'agriculture à hauteur de 23,4 % et l'industrie à hauteur de 28,6 %. La récession mondiale de la fin des années 2000 a réduit le taux de croissance du PIB du Tadjikistan à 2,8 % au premier semestre 2009. On estime que les transferts de fonds des Tadjiks expatriés représentent 30 à 50 % du PIB du Tadjikistan.